# Alina Bucciantini
Alena Elise "Alina" Bucciantini (Florència, 2 d'abril de 1890 - Bedford, Ohio, Estats Units, 23 de juliol de 1932) fou una soprano italiana.

## Biografia
Fou filla de Quentilio Bucciantini i de Francesca Meini, ambdós florentins. La mare fou també cantant d'òpera i professora de cant i el pare fou crític musical a Florència. Alina va estudiar amb la seva i amb el professor Vincenzo Vannini.
La Temporada 1925-1926 va cantar al Gran Teatre del Liceu de Barcelona en l'estrena al Liceu de l'òpera La cena delle beffe d'Umberto Giordano, el dia 7 de novembre de 1925, una representació que va ser retransmesa per Ràdio Barcelona. Pocs dies més tard, el 23 de novembre, va participar cantant el paper d'Eurídice en la representació de l'òpera Orfeu i Eurídice de Christoph Willibald Gluck. Sembla, segons una carta que la cantant va enviar al diari La Veu de Catalunya, que havia estat contractada també per fer el paper de Micaela de l'òpera Carmen de Bizet i el de Musette de La bohème de Puccini, que es van representar el mes de novembre, però que el Liceu va contractar per aquest paper a una altra soprano, justament pel atapeït calendari d'obres a representar el mes de novembre.
Va fixar la seva residència als Estats Units a començaments de la dècada del 1910. Va ser també professora de cant i cantant de ràdio. Va viure amb la músic Eleanor Rodney Smith, mezzosoprano, directora de cors i professora de cant, qui apareix en 1916 com a alumne d'Alina. Van compartir un estudi de classes de cant al llarg de molts anys. La premsa les definia a vegades com a "companyes". Van oferir nombrosos concerts juntes al llarg de la dècada del 1910.
Va morir en Bedford, EUA, en 1932. No va arribar mai a casar-se. Eleanor Rodney Smith va signar el certificat de defunció.